# ليني ميرفي
ليني ميرفي (بالإنجليزية: Lenny Murphy) هو مجرم بريطاني، ولد في 2 مارس 1952 في بلفاست في المملكة المتحدة، وتوفي بنفس المكان في 16 نوفمبر 1982.